# Arrondissement de Jork

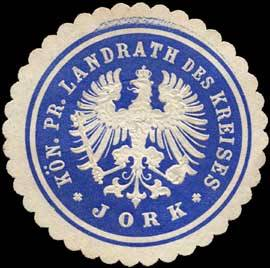
Marque de sceau Administrateur royal prussien de l'arrondissement - Jork

L'arrondissement de Jork est un arrondissement prussien de la province de Hanovre qui existe de 1885 à 1932. Le siège de l'arrondissement est Jork dans le Vieux Pays.

## Histoire
L'arrondissement est créé le 1er avril 1885 dans le cadre de la nouvelle formation des arrondissements de la province de Hanovre à partir de la ville autonome de Buxtehude, de l'ancien bureau de Jork (de) et de la commune de Neuland de l'ancien bureau d'Harsefeld.
Hasselwerder et Nincop fusionnent en 1929 pour former la nouvelle commune de Neuenfelde. La commune de Neuland est rattachée à Buxtehude en 1931.
Le 1er août 1932, l'arrondissement de Jork est dissous par un décret du ministère d'État prussien. La zone à l'est de l'Este (de), constituée des communes de Francop, Hove, Neuenfelde, Rübke et Moorende, est annexée à l'arrondissement de Harbourg dans le district de Lunebourg, tandis que la zone à l'ouest de l'Este rejoint l'arrondissement de Stade.

## Administrateurs de l'arrondissement
- 1885–1891 Heinrich Küster
- 1891–1903 Walter Teßmar
- 1903–1907 Max Fischer
- 1907–1911 Otto Wachs (de)
- 1911–1917 Erich Moewes (de)
- 1917–1932 Karl Schwering (de)

## Évolution de la démographie
| Année      | 1890   | 1900   | 1910   | 1925   |
| ---------- | ------ | ------ | ------ | ------ |
| Population | 20 899 | 21 028 | 21 050 | 21 064 |

## Communes
Communes de l'arrondissement de Jork (à partir du 1er décembre 1910): 
| Commune          | Population | Commune        | Population |
| ---------------- | ---------- | -------------- | ---------- |
| Borstel          | 1827       | Cranz          | 603        |
| Buxtehude, ville | 3785       | Ladekop        | 626        |
| Estebrügge       | 624        | Mittelnkirchen | 817        |
| Francop          | 686        | Moorende       | 684        |
| Grünendeich      | 1215       | Neuenkirchen   | 612        |
| Guderhandviertel | 704        | Neuland        | 127        |
| Hasselwerder     | 1864       | Nincop         | 696        |
| Hollern          | 853        | Rübke          | 353        |
| Hove             | 484        | Steinkirchen   | 1081       |
| Jork             | 1428       | Twielenfleth   | 1194       |
| Königreich       | 787        |                |            |